# 巴布亚新几内亚交通
巴布亚新几内亚的交通由于當地特有的的山区地形影響，在许多情况下都会受到严重限制。該国的首都莫尔兹比港能直接以公路連結的城鎮只有透過Hiritano公路連結的海灣省首府凱里馬，而且很多高地村庄只能通过轻型飞机或是徒步的方式到达。

## 航空旅行

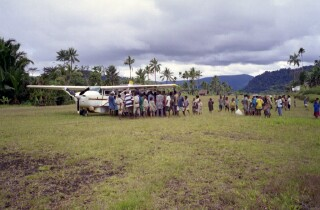
农村简易机场（位于東高地省的海阿）

航空旅行是巴布亚新几内亚人的最主要的旅行方式（这一点在“运输”人类与高密度的值钱货物上特别突出）。即使在今天，巴布亚新几内亚的两个最大的城市：莫尔兹比港和莱城也只能通过飞机直接相连。
机场: 578个（2007年估计）
| 机场 - 飞机跑道     |       |
| 2,438 至 3,047 m    | 2个   |
| 1,524 至 2,437 m    | 14个  |
| 914 至 1,523 m      | 4个   |
| 914 m以下           | 1个   |
| 总共                | 21个  |
| 机场 - 未铺砌的跑道 |       |
| 2,438 至 3,047 m    | -     |
| 1,524 至 2,437 m    | 10个  |
| 914 至 1,523 m      | 58个  |
| 914 m以下           | 489个 |
| 总共                | 557个 |

直升机场:  2个（2007年估计）

## 陆路
截至1999年，巴布亚新几内亚共有19,600公里的全天候公路，但其中只有686公里的密封路与柏油路。在巴布亚新几内亚，只要是有路的地方就很可能会有民营公共汽车（PMV），但其中大多是小型货车。 2001年，菲律宾政府捐献给了該國几輛吉普车供巴布亚公民使用。

## 铁路
巴布亚新几内亚没有什么长的铁路，但有些矿点中有很多废弃的轨道。在20世纪的德国殖民时期，殖民者修建了很多窄轨铁路，但现在铁路已年久失修。
在2007年9月矿业公司提出要他们要在揚得拉（Yandera）建立一條新的铁路。.

## 水路
该国在莫尔兹比港、阿洛、奥罗湾、莱城、金贝、基埃塔马当、布卡、拉包尔/科可波、昆加、韦瓦克和瓦尼莫等城市拥有10,940公里的水道和众多商业港口设施。
莫尔兹比港和莱城有一些集装箱贸易，他们主要出口矿物和原材料。但这里的进口量超过出口量，这导致了运输成本的增加与出站船舱的容量空白。他们的主要贸易路线是向南至澳大利亚港口，向北至新加坡。
國內主要港口包括：
- 阿洛陶港（Alotau），位於新畿內亞島東南沿海的米爾恩灣內。
- 阿內瓦灣港，位於布干維爾島東海岸的阿拉瓦灣（Anewa Bay）內。
- 基埃塔港（Kieta），位於布干維爾島的東部沿海。
- 金貝港（Kimbe），位於西新不列顛島北部沿海金貝灣內的斯德丁灣（Stettin）的西南岸。
- 萊城港，位於胡翁（Huon）灣頂端的馬卡姆（Markham）灣內。
- 馬當港（Madang），位於新畿內亞島的東北海岸，瀕臨俾斯麥海的西南側。

商船：
- 1000顿或以上：21艘。总共可载重52,432吨。
- 船只类型：大宗货物船只2艘，普通货物船只10艘，化学品船只1艘，矿石/油船只1艘，集装箱船只1艘，石油油轮3艘。（1999年估计）

在沿海地区，有很多小型“香蕉船”橡皮艇提供本地運输服务。